# Sabanagrande (Atlántico)
Pour les articles homonymes, voir Sabanagrande.
Sabanagrande est une municipalité située dans le département d'Atlántico, en Colombie.

## Démographie
Selon les données récoltées par le DANE lors du recensement de la population colombienne en 2005, Sabanagrande compte une population de 24 880 habitants.

## Liste des maires
- 2016 - 2019 : José Mario Romero Cahuana
- 2020 - 2023 : Gustavo Adolfo De la Rosa Berdejo